# Nor Jedesia
Nor Jedesia – wieś w Armenii, w prowincji Aragacotn. W 2011 roku liczyła 1065 mieszkańców.